# Свети Антоний (Брезница)
„Свети Антоний“ (на гръцки: Αγίου Αντωνίου) е възрожденска православна църква край костурското село Брезница (Ватохори), Егейска Македония, Гърция.

## Местоположение
Църквата е разположена на 4 km югоизточно от Брезница, в долината на Рулската река на пътя за Костур, на самата граница на землището на Брезница и на дем Преспа.

## История
Построена е в началото на XVIII век. Интериорът на църквата е опожарен през 1992 година.
Обновена е в 1995 година, за което свидетелства надписът до вратата: Αφιέρωμα Ιωάννου Ι Ζάικου Άγιος Αντώνιος 1995.

## Описание
Представлява малка еднокорабна крайпътна църквичка с уникална полукръгла апсида на светилищите и четирискатен покрив.